# News Corp
News Corporation, oficiálně též zvaná zkráceně News Corp, je americká mezinárodní multimediální společnost oddělená v roce 2013 od původní News Corporation za účelem zaměření se na vydávání novin. Původní News Corporation založil v roce 1979 Rupert Murdoch. Druhou částí, která se rozštěpila z původního News Corporation je 21st Century Fox, která se specializuje zvláště na video produkci.

## Vlastněná média
Mezi majetek News Corp patří:
- Dow Jones & Company – newyorské vydavatelství The Wall Street Journal
- News Corp Australia
- News UK – britské vydavatelství novin
- New York Post – britské noviny zakoupené v roce 1976 Rupertem Murdochem
- HarperCollins – jedno z největších světových knižních vydavatelství
- News America Marketing – americký distributor reklamy
- Wireless Group – skupina britských rozhlasových stanic